# Verner Magnusson
John Verner Magnusson (né le 10 octobre 1890 à Göteborg et décédé le 13 mars 1966 à Göteborg également) est un athlète suédois spécialiste du fond. Affilié au IFK Göteborg, il mesurait 1,68 m pour 59 kg.

## Biographie

### Palmarès
| Date | Compétition           | Lieu   | Résultat | Épreuve          | Performance |
| ---- | --------------------- | ------ | -------- | ---------------- | ----------- |
| 1920 | Jeux olympiques d'été | Anvers | 13e      | Cross individuel |             |
| 1920 | Jeux olympiques d'été | Anvers | 3e       | Cross par équipe | 23 pts      |

### Records
| Épreuve       | Performance   | Lieu | Date |
| ------------- | ------------- | ---- | ---- |
| 10 000 mètres | 32 min 51 s 8 |      | 1919 |